# Myloplus
Myloplus ist eine Fischgattung aus der Familie der Sägesalmler (Serrasalmidae). Sie kommt in den Gewässern des Amazonasbeckens vor, eine Art lebt auch im Stromgebiet des Río Paraguays und des Río Paranás.

## Merkmale
Myloplus-Arten erreichen eine maximale Standardlänge von 16 bis 56 Zentimetern und haben einen von der Seite gesehen annähernd runden oder leicht verlängerten Körper. In der Regel liegt die maximale Körperhöhe bei mehr als 50 % der Standardlänge. Verglichen mit Utiaritichthys, ihrer Schwestergattung, haben Myloplus-Arten eine größere Körperhöhe (etwa 60 % der Standardlänge vs. < 50 %). Die Schnauze ist abgerundet, das Maul ist endständig oder leicht oberständig. Vor der Rückenflosse befindet sich ein kleiner Prädorsalstachel. Die Schuppen auf der Mittellinie des Bauches bilden vor und hinter den Bauchflossen eine sägeartige Kante. Die Anzahl der verzweigten Flossenstrahlen in der Rückenflosse liegt bei 18 bis 26, hin und wieder sind es auch mehr. Die Bezahnung ist molariform und zum Zermahlen der Nahrung geeignet. Im Unterkiefer befinden sich an jeder Seite 5 Zähne. Hinter der ersten Zahnreihe befinden sich auf der Symphyse ein großes Paar dornartiger Zähne.
Männchen haben eine zweilappige Afterflosse, wobei der erste Lappen sich im vorderen Bereich der Flosse befindet und die Spitze des zweiten Lappens oberhalb der Flossenmitte liegt. Die Spitzen der Lappen können mit festen Höckern versehen sein. Außerdem sind die Strahlen der Rückenflosse bei den Männchen filamentartig verlängert.

## Lebensraum und Lebensweise
Myloplus-Arten kommen vor allem in Schwarz- und Klarwasserflüssen vor, weniger häufig sind sie in Weißwasserflüssen. Sie leben meistens zwischen dichter Vegetation in vom Hauptstrom isolierten Altarmen und ernähren sich vor allem von Samen, daneben werden auch verschiedene aquatische und terrestrische Kleintiere, Früchte, Blüten, Blättern, Fadenalgen, Fischschuppen und Exkremente gefressen. Einige Arten unternehmen saisonale Wanderungen, um Laichgründe zu erreichen.

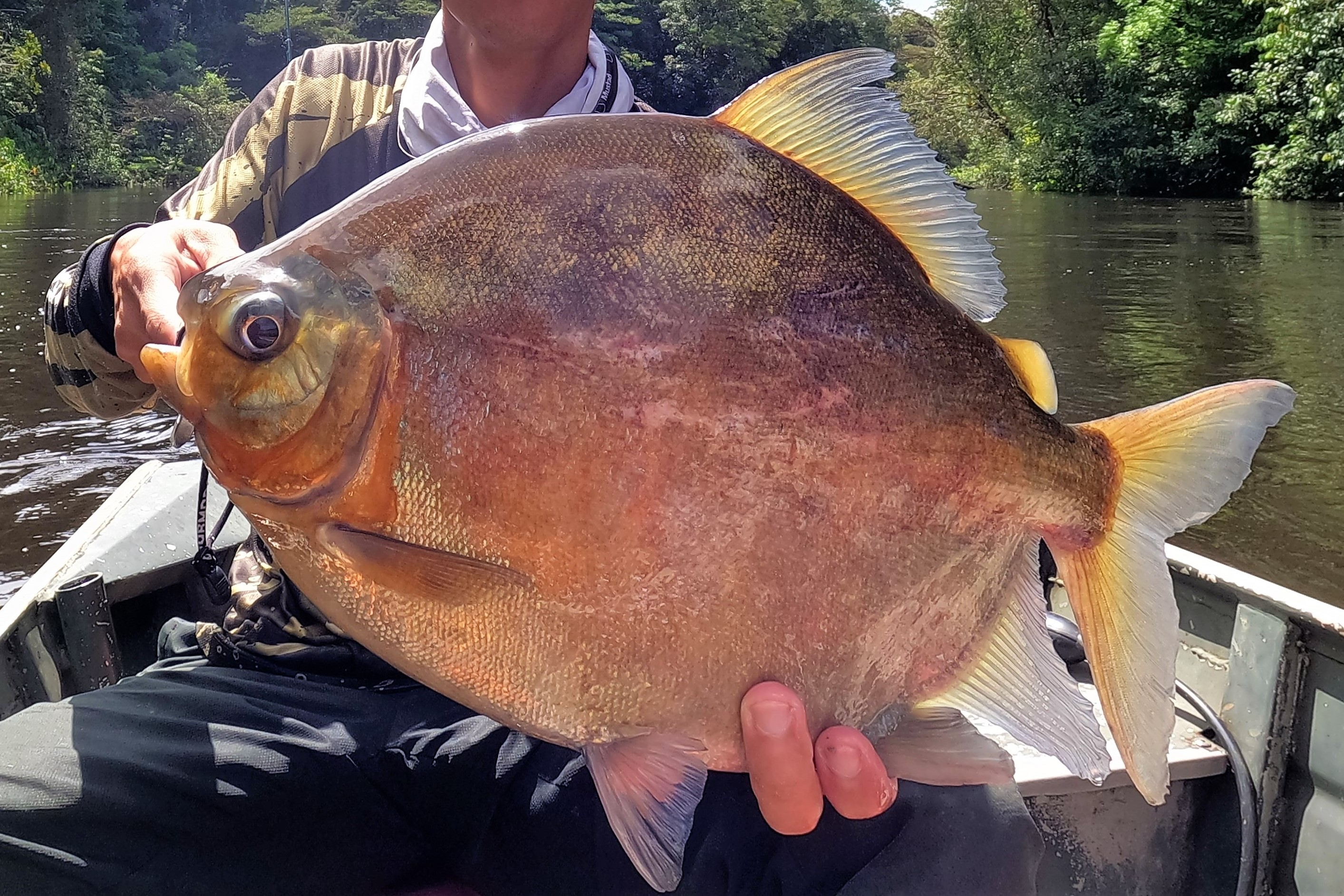
Myloplus rhomboidalis

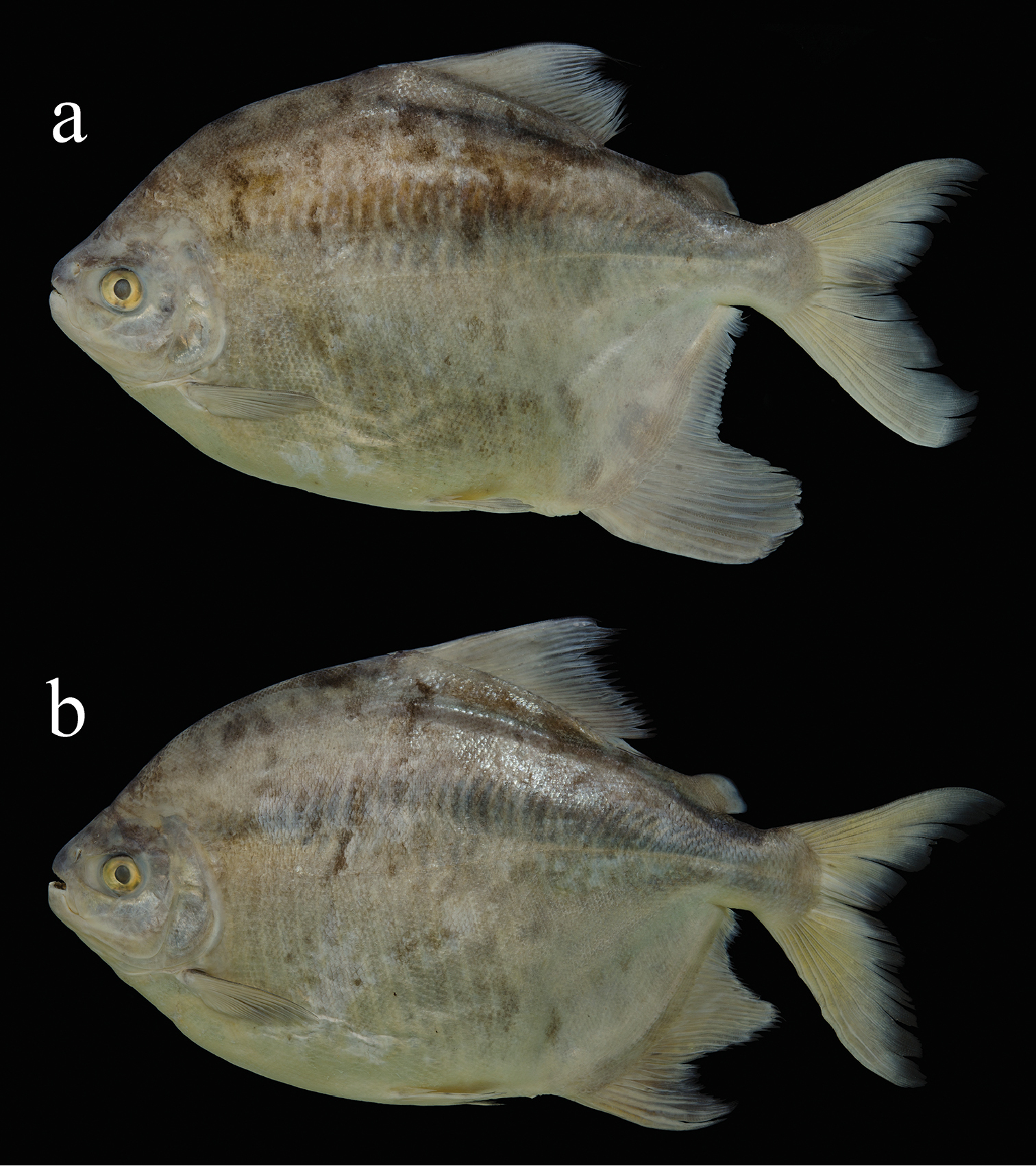
Myloplus zorroi, oben ein Weibchen, unten ein Männchen

## Arten
Die Gattung umfasst 15 Arten:
- Myloplus arnoldi C. G. E. Ahl, 1936
- Myloplus asterias (J. P. Müller & Troschel, 1844)
- Myloplus levis (C. H. Eigenmann & McAtee, 1907)
- Myloplus lobatus (Valenciennes, 1850)
- Myloplus lucienae M. C. Andrade, Ota, Bastos & Jégu, 2016
- Myloplus nigrolineatus R. P. Ota, V. N. Machado, M. C. Andrade, R. A. Collins, I. P. Farias & Hrbek, 2020
- Myloplus planquettei Jégu, Keith & Le Bail, 2003
- Myloplus rhomboidalis (G. Cuvier, 1818)
- Myloplus rubripinnis (J. P. Müller & Troschel, 1844)
- Myloplus schomburgkii (Jardine, 1841)
- Myloplus ternetzi (Norman, 1929)
- Myloplus tiete (C. H. Eigenmann & A. A. Norris, 1900)
- Myloplus torquatus (Kner, 1858)
- Myloplus tumukumak M. C. Andrade, Jégu & Gama, 2018
- Myloplus zorroi M. C. Andrade, Jégu & Giarrizzo, 2016